# Juan Andrés Mejía
Juan Andrés Mejía Szilard (Caracas, Venezuela, 30 de mayo de 1986) es un dirigente político venezolano y diputado a la Asamblea Nacional por el circuito 2 del estado Miranda (conformado por los municipios Chacao, Baruta, El Hatillo y la parroquia Leoncio Martínez, perteneciente al Municipio Sucre). Mejía fue elegido como diputado en los comicios parlamentarios el 6 de diciembre de 2015 en representación de la Mesa de la Unidad Democrática (MUD). Es miembro fundador y Coordinador Político Nacional del partido político Voluntad Popular, es Presidente de la Comisión Especial “Plan País” y preside la Subcomisión de Crédito y Deuda Pública de la Asamblea Nacional. El 8 de mayo de 2019 inició una persecución en su contra por parte del gobierno de Nicolás Maduro cuando el Tribunal Supremo de Justicia (TSJ) solicitó allanar su inmunidad parlamentaria a la Asamblea Nacional Constituyente (ANC) con un riesgo de detención inminente.

## Estudios
Su formación académica siempre ha sido su prioridad. Se graduó de bachiller en ciencias en el Colegio San Ignacio de Loyola en Caracas y es ingeniero de producción de la Universidad Simón Bolívar (USB). Cursó la maestría en gerencia pública en el Instituto de Estudios Superiores de Administración (IESA) en 2012 y el año siguiente, obtuvo una beca para realizar la maestría en políticas públicas en la Escuela de Gobierno John F. Kennedy de la Universidad de Harvard. Luego de dos años de estudios regresa al país para asumir un lugar en la política venezolana.

## Liderazgo universitario
Mientras fue estudiante de la Universidad Simón Bolívar (USB), fue elegido presidente de la Federación de Centros de Estudiantes en dos oportunidades (entre 2007 y 2008 y entre 2008 y 2009). Juan Andrés fue uno de los líderes principales del Movimiento Estudiantil que surgió en el año 2007 luego del cierre de la planta televisiva Radio Caracas Televisión (RCTV), por el vencimiento de la concesión para su señal de emisión abierta.
Junto a otros dirigentes estudiantiles asumió la lucha por los derechos de los venezolanos. En 2007, participó activamente en la campaña electoral por el “No” en contra de la propuesta de Reforma Constitucional promovida por el entonces presidente Hugo Chávez, con el objetivo de modificar la Constitución de 1999. En el Referéndum de Reforma Constitucional, la oposición conquistó la victoria con el resultado a favor del "No".

## Carrera política
Los eventos del 2007 lo consolidaron como un dirigente juvenil. En 2009, fundó junto a Leopoldo López y otros dirigentes políticos el partido Voluntad Popular, como una nueva fuerza política que lucharía por cambiar el rumbo del país de manera plural y democrática, a través de la conquista de los derechos sociales, políticos, económicos y humanos de cada venezolano. Mejía fue elegido en el año 2011 por más de 16 mil personas, como miembro de la dirección nacional de esta organización.
El 9 de agosto de 2013 se inscribió como candidato a Concejal del municipio Baruta  en representación de la organización política Mesa de la Unidad Democrática, pero decidió retirarse al poco tiempo, ya que le fue otorgada una beca para estudiar una maestría en el exterior. Juan Andrés ha sido promotor de distintos movimientos y organizaciones dedicadas al trabajo comunitario en sectores populares, parte de su trabajo ha sido la creación de las Brigadas Comunitarias de la Universidad Simón Bolívar. También ejerció el cargo de Coordinador Nacional de Redes Populares en el partido Voluntad Popular y Coordinador Nacional de Acción Social en el Comando de Campaña de Henrique Capriles Radonski en el año 2012.

### Asamblea Nacional
En junio de 2015, Freddy Guevara y Juan Andrés Mejía fueron anunciados como los candidatos de consenso de la MUD por el estado Miranda para las elecciones parlamentarias, las cuales se realizaron el 6 de diciembre de 2015 según lo dispuesto por el Consejo Nacional Electoral.
El 7 de agosto de 2015, Guevara y Mejía formalizaron su postulación a la Asamblea Nacional, como candidatos por la circunscripción electoral N° 2 del estado Miranda , conformada por los municipios Chacao, Baruta, El Hatillo y la parroquia Leoncio Martínez del municipio Sucre.
El 6 de diciembre de 2015, Guevara y Mejía fueron elegidos diputados a la Asamblea Nacional con el 84,87% (233.974 votos), convirtiéndose en los parlamentarios más votados de la elección, de acuerdo con los datos oficiales emitidos por el Consejo Nacional Electoral.
Posteriormente, Juan Andrés Mejía fue juramentado como diputado junto al resto de los electos el día 5 de enero de 2016, día en el que se instaló la Asamblea Nacional para la legislatura (2016-2021) conforme a lo establecido en la Constitución de la República Bolivariana de Venezuela.
Durante la sesión ordinaria del jueves 14 de enero de 2016, la Asamblea Nacional aprobó la conformación de una Comisión Especial para atender la crisis que atraviesan las universidades públicas del país , con el objeto de abordar el tema en conjunto con las autoridades universitarias, federaciones de estudiantes, de profesores, de empleados administrativos y profesionales y todos los sectores que integran la comunidad universitaria.
El parlamentario Juan Andrés Mejía formó parte de esta comisión, la cual presentó el 5 de mayo el informe final de la Comisión Especial para atender la crisis que atraviesan las universidades públicas del país , donde se recomienda la Reforma a la Ley de Orgánica de Educación (LOE) y de la Ley Orgánica de Ciencia, Tecnología e Innovación (LOCTI), así como la creación de la nueva Ley de Educación Superior (Ley de Universidades), y la Ley de Bienestar Estudiantil. Asimismo, se acordó derogar el “Acuerdo en Rechazo a la Paralización de las Universidades Autónomas de la Asamblea Nacional” de fecha 3 de noviembre de 2015.
Desde enero de 2018 Mejía funge como Presidente de la Subcomisión de Crédito y Deuda Publica de la Asamblea Nacional. Desde esta instancia ha trabajado en recabar información acerca del estado actual de la deuda pública nacional. En agosto de 2018 el diputado alertó sobre la posible pérdida de la filial petrolera Citgo por el mal manejo de la deuda que lleva el régimen de Maduro.
El 29 de enero de 2019 la Asamblea Nacional aprobó la creación de la Comisión especial “Plan País”, encargada del diseño y promoción del Plan de Rescate de la Nación, una hoja de ruta presentada por la oposición en diciembre de 2018. La comisión fue instalada al día siguiente de su aprobación. La comisión especial está presidida por el diputado Juan Andrés Mejía, José Guerra quien ocupa la vicepresidencia e  integrada por los diputados Mariela Magallanes, Elías Matta y Luis Silva.
El “Plan País”, acompañado de académicos, expertos y políticos, es un conjunto de políticas que seguirá la dirigencia en un nuevo gobierno, surgido de la construcción de consensos entre todos los sectores del país. Entre las prioridades de dicho plan se encuentra: obtener ayuda humanitaria y garantizar abastecimiento, estabilizar la economía, reactivar la industria petrolera, diversificar la economía nacional y restablecer el acceso a los servicios públicos.

## Persecución política
En mayo de 2019 comenzó una nueva ola de persecución en contra de los parlamentarios de la Asamblea Nacional (AN) con la emisión de cinco sentencias de la Sala Plena del Tribunal Supremo de Justicia (TSJ). El 8 de mayo de 2019 es publicado en el portal del TSJ una solicitud realizada por el fiscal general de la República a la Asamblea Nacional Constituyente (ANC), donde decide comprometer la responsabilidad de los diputados Juan Andrés Mejía, Sergio Vergara y Freddy Superlano del parlamento venezolano en la comisión flagrante de delitos como traición a la patria, conspiración y rebelión civil, entre otros. El 14 de mayo de 2019 la ANC aprobó en sesión ordinaria allanar la inmunidad parlamentaria de cinco diputados del Parlamento Nacional, incluyendo en la lista anterior a los diputados Carlos Paparoni y Miguel Pizarro de forma ilegal e inconstitucional.
Las acciones tomadas por la Sala Plena del TSJ violan la Constitución de la República Bolivariana de Venezuela al solicitar el levantamiento de la inmunidad parlamentaria a la ANC y no a la AN, quien este último es la única autoridad competente en la materia, y además modifica el criterio de flagrancia para otorgar el allanamiento de su inmunidad sin cumplir con el requisito del antejuicio de mérito (artículos 187.20 y 200 de la Constitución).
El parlamentario Juan Andrés Mejía se encuentra tomando medidas para resguardar su seguridad y evitar ser un “rehén del régimen”, luego de que la Justicia de Venezuela, que lo acusa de rebelión, pidiera dejarlo sin inmunidad parlamentaria.